# Kleine Braunzahn-Spitzmaus
Die Kleine Braunzahn-Spitzmaus (Episoriculus macrurus) ist eine Spitzmausart aus der Gattung Episoriculus. Sie ist in Südasien im Norden Indiens und in Nepal, in Zentral- und Südchina sowie in Myanmar verbreitet.

## Merkmale
Mit einer Kopf-Rumpf-Länge von 4,7 bis 7,3 Zentimetern zählt die Kleine Braunzahn-Spitzmaus zu den mittelgroßen Spitzmausarten. Der Schwanz erreicht eine Länge von 7,6 bis 10,1 Zentimetern und der Hinterfuß von 1,4 bis 1,8 Zentimetern. Die Rücken- und Bauchfärbung ist einheitlich hellgrau. Der Schwanz ist in etwa 1,5 mal so lang wie die Kopf-Rumpf-Länge und ist im Vergleich zu allen anderen Arten der Gattung sehr lang.
Der Schädel hat eine maximale Länge von 17 bis 19 Millimetern und ist damit etwa so groß wie der anderer Arten der Gattung.

## Verbreitung

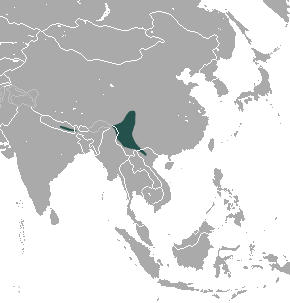
Verbreitungsgebiete der Kleinen Braunzahn-Spitzmaus

Episoriculus macrurus ist über Teile der Hochgebirge Südasiens, Zentral-Chinas und Teilen des Nordens von Südostasien verbreitet. Das Gebiet reicht in Südasien vom Norden Indiens von Darjeeling in Westbengalen wahrscheinlich bis Nepal. In der Volksrepublik China findet sich die Art in den Provinzen Sichuan und Yunnan, zudem lebt die Art im Norden von Myanmar und Vietnam.

## Lebensweise
Der bevorzugte Lebensraum der Kleinen Braunzahn-Spitzmaus befindet sich in mittleren bis hohen Höhenlagen, wobei sie vor allem gemäßigte immergrüne Laub- und niedrige Rhododendronwälder besiedelt. Die Art ist wie andere Spitzmäuse an eine Bodenlebensweise angepasst, sie kann jedoch auch in Büschen in der Nähe von Gewässern angetroffen werden und der lange Schwanz und der Körperbau deuten auf eine teilweise semi-arboreale Lebensweise hin. Teilweise kommt sie sympatrisch mit der etwas größeren Hodgsons-Braunzahn-Spitzmaus (Episoriculus caudatus) vor.
Die Nahrung besteht im Wesentlichen aus Regenwürmern und anderen wirbellosen Tieren. Über die Fortpflanzung liegen kaum Daten vor, wahrscheinlich bekommen die Weibchen bei einem Wurf bis sechs Jungtiere.

## Systematik
Die Kleine Braunzahn-Spitzmaus wird als eigenständige Art innerhalb der Gattung Episoriculus eingeordnet, die aus vier Arten besteht. Die wissenschaftliche Erstbeschreibung stammt von William Thomas Blanford aus dem Jahr 1888.
Innerhalb der Art werden neben der Nominatform keine Unterarten unterschieden.

## Bedrohung und Schutz
Die Art wird von der International Union for Conservation of Nature and Natural Resources (IUCN) aufgrund des relativ großen Verbreitungsgebiets in Asien und der angenommenen Bestandsgröße als nicht gefährdet („least concern“) eingestuft. Gefährdungen für die Art sind nicht bekannt und ein signifikanter Rückgang der Populationen wird nicht angenommen, regional kann sie vor allem in Südasien durch Lebensraumveränderungen gefährdet sein.

## Belege
1. 1 2 3 4  Robert S. Hoffmann, Darrin Lunde: Long-tailed Mountain Shrew. In: Andrew T. Smith, Yan Xie: A Guide to the Mammals of China. Princeton University Press, Princeton NJ 2008, ISBN 978-0-691-09984-2, S. 311.
2. 1 2 3  Episoriculus macrurus in der Roten Liste gefährdeter Arten der IUCN 2012.2. Eingestellt von: S. Molur, 2008. Abgerufen am 16. Juni 2013.
3. 1 2 3  Episoriculus macrurus (Memento des Originals vom 10. November 2013 im Internet Archive)  Info: Der Archivlink wurde automatisch eingesetzt und noch nicht geprüft. Bitte prüfe Original- und Archivlink gemäß Anleitung und entferne dann diesen Hinweis.. In: Don E. Wilson, DeeAnn M. Reeder (Hrsg.): Mammal Species of the World. A taxonomic and geographic Reference. 2 Bände. 3. Auflage. Johns Hopkins University Press, Baltimore MD 2005, ISBN 0-8018-8221-4.